# 30-й понтонно-мостовой полк
30-й отдельный понтонно-мостовой полк — воинское подразделение Вооружённых Сил СССР во время Великой Отечественной войны.

## История
В составе действующей армии с 22 июня 1941 по 30 июля 1941 года, по официальным данным Перечня № 16 (реально по 2 июля 1941 года)
На 22 июня 1941 года, вероятно, частью сил находится близ границы Прибалтике, судя по тому, что 56-й отдельный моторизованный понтонно-мостовой батальон, созданный на базе полка, принимал участие в боевых действиях с 22 июня 1941 года.
2 июля 1941 года переформирован в 55-й отдельный моторизованный понтонно-мостовой батальон, 56-й отдельный моторизованный понтонно-мостовой батальон, 57-й отдельный моторизованный понтонно-мостовой батальон

### Подчинение
| Дата       | Фронт (округ)         | Армия      | Корпус | Дивизия | Бригада | Примечания |
| ---------- | --------------------- | ---------- | ------ | ------- | ------- | ---------- |
| 22.06.1941 | Северо-Западный фронт | -          | -      | -       | -       | -          |
| 01.07.1941 | Северо-Западный фронт | -          | -      | -       | -       | -          |
| 10.07.1941 | Северо-Западный фронт | 11-я армия | -      | -       | -       | -          |